# Венелин Живков
Венелин Стоянов Живков е ректор (1999 – 2005) на Техническия университет в София (ТУС), член-кореспондент на БАН, доктор на техническите науки.

## Образование
Завършва средно образование през 1957 с отличен успех във 2 единно средно училище (сега: Гимназия с преподаване на чужди езици „Йордан Радичков“), Видин. През 1957 – 1963 следва и се дипломира по специалност „Двигатели с вътрешно горене и автомобили“ в МЕИ, София.
Подготвя и защитава дисертации за научна степен:
- „кандидат на техническите науки“ (сега: „доктор“) в Ленинградския политехнически институт (Санкт Петербург), тема „Влияние на динамичните характеристики на двигателя върху устойчивостта и трептенията на механични системи“;
- доктор на техническите науки“ в ТУС, тема „Динамика на задвижването, управляемост и устойчивост на транспортно средство с КАЕ“.

## Преподавателска и научна дейност
Катедра „Теория на механизмите и машините“ (ТММ), Машинно-технологичен факултет, ТУС: асистент (1963), доцент (1971), професор (1987) по „Теория на механизмите, машините и автоматичните линии“.
Основни области на научна и преподавателска дейност: динамика на машини, трептения и устойчивост, моделиране на механични системи.
Автор на 161 научни труда (от които 41 в чужбина), 12 изобретения, З патента и 13 учебника и учебни помагала; ръководител на 12 успешно защитили докторанти (към 2003); ръководил 25 научни договора с финансиране от МОН, фирми, организации.
Избран през 2004 за член-кореспондент на БАН.

## Академично-административна дейност
- 1975 – 1993: ръководител на Катедра „ТММ“, ТУС;
- 1986 – 1989: заместник-ръководител на Научноизследователския сектор, ТУС;
- 1989 – 1999: заместник-ректор на ТУС;
- 1999 – 2005: ректор на Техническия университет, София.

## Стопанска дейност
- 1990 – 1992: член на Управителния съвет на ДФ „Чавдар“, Ботевград;
- 1995 – 1998: председател на управителния съвет на „Дебелт инженеринг“, Бургас.

## Обществена дейност
- Член на редколегията на списание „Механика на машините“.
- Колективен член на световната организация IFToMM.
- Член на специализираните научни съвети „Динамика и якост на машините“ и „Механични технологии и транспорт“, на комисията по машинни науки при ВАК.
- През лятото на 2005 г. влиза като кандидат за министър на образованието и науката в първия проектосъстав за правителство на Сергей Станишев, който не е одобрен от Народното събрание.